# Dary Reis
Dary Hugo dos Reis (Formigueiro, 12 de fevereiro de 1926 – Rio de Janeiro, 26 de dezembro de 2010) foi um ator brasileiro.
Na década de 1950 foi o Capitão Estrela, na TV Tupi, um super-herói, cujo programa era patrocinado pela fábrica de brinquedos Estrela. Teve participação em Os Trapalhões e o Mágico de Oróz, onde atuou como o Mágico de Oróz.
Suas atuações da Rede Globo de Televisão começaram em 1967, na telenovela Anastácia, a Mulher sem Destino, enquanto seu último trabalho nesta emissora foi na novela "Bang-Bang".
Na emissora também participou do seriado infantil Sítio do Picapau Amarelo onde interpretou o Capitão Gancho.
Dary Reis morreu em 26 de dezembro de 2010, aos 84 anos.

## Carreira

### Na televisão
| Ano       | Título                          | Papel                | Nota                      |
| --------- | ------------------------------- | -------------------- | ------------------------- |
| 2005      | Bang Bang                       | bandido              | Participação Especial     |
| 1999      | Força de Um Desejo              | Albano               |                           |
| 1998      | A Turma do Didi                 | Patrão do Didi       | Episódio: "25 de outubro" |
| 1998      | Torre de Babel                  | Pacheco              |                           |
| 1998      | Hilda Furacão                   | Nelson Sargento      |                           |
| 1995      | A Próxima Vítima                | Delegado             |                           |
| 1995      | Irmãos Coragem                  | Manoel de Andrade    | Episódio: "8 de junho"    |
| 1993      | Mulheres de Areia               | Bastião              |                           |
| 1993      | Sonho Meu                       | Machado              | [ 5 ]                     |
| 1988      | Fera Radical                    | João do Peru         |                           |
| 1983      | Sítio do Pica-Pau Amarelo       | General Espadarte    | Episódio: "O Gato Félix"  |
| 1983-1991 | Os Trapalhões                   | Vários personagens   |                           |
| 1982-1990 | Chico Anysio Show               | Vários Personagens   |                           |
| 1981      | Jogo da Vida                    | Navarro              |                           |
| 1980      | Água-Viva                       | Sailor               |                           |
| 1979      | Memórias de Amor                | Gomes                |                           |
| 1979      | Sítio do Pica-Pau Amarelo       | Antenor              |                           |
| 1978-1984 | Sítio do Pica-Pau Amarelo       | Capitão Gancho       |                           |
| 1978      | Sinal de Alerta                 | Azevedo              |                           |
| 1977      | Sem Lenço, Sem Documento        | Olavo                |                           |
| 1976      | Duas Vidas                      | Barros               |                           |
| 1976      | Escrava Isaura                  | Conselheiro Fontoura |                           |
| 1975      | Pecado Capital                  | Ernane               |                           |
| 1975      | Roque Santeiro                  | delegado Feijó       | Versão Censurada          |
| 1975      | Cuca Legal                      | Durval               |                           |
| 1974      | Fogo sobre Terra                | Tonho Madeira        |                           |
| 1973      | Chico City                      | —                    |                           |
| 1973      | Cavalo de Aço                   | Sabá                 |                           |
| 1972      | Bicho do Mato                   |                      |                           |
| 1971      | O Homem Que Deve Morrer         | Valter               |                           |
| 1970      | Irmãos Coragem                  | Lázaro               |                           |
| 1969      | Véu de Noiva                    |                      |                           |
| 1969      | A Ponte dos Suspiros            | Rodrigo              |                           |
| 1969      | A Última Valsa                  |                      |                           |
| 1967      | Anastácia, a Mulher sem Destino | Duneville            |                           |
| 1964      | O Acusador                      |                      |                           |
| 1957      | O Falcão Negro                  |                      |                           |
| 1957      | A Canção de Bernadete           |                      |                           |

### No cinema
| Ano  | Título                             | Personagem            |
| ---- | ---------------------------------- | --------------------- |
| 1948 | Mãe                                | Gustavo               |
| 1951 | Maria da Praia                     | Milionário            |
| 1951 | O Falso Detetive                   | —                     |
| 1953 | Três Recrutas                      | Capitão               |
| 1954 | Rua Sem Sol                        | —                     |
| 1960 | E Eles Não Voltaram                | Membro do exército    |
| 1962 | O 5º Poder                         | —                     |
| 1963 | O Homem que Roubou a Copa do Mundo | —                     |
| 1968 | Papai Trapalhão                    | Drácula               |
| 1969 | A Um Pulo da Morte                 | Barman                |
| 1970 | Vale do Canaã                      | Fritz                 |
| 1972 | A Sombra de um Sorriso             | Pai de Luís           |
| 1974 | Leão do Norte                      | Baraúna               |
| 1975 | Nem os Bruxos Escapam              | Cara                  |
| 1979 | Eu Matei Lúcio Flávio              | Detetive Le Cocq      |
| 1980 | Os Paspalhões em Pinóquio 2000     | —                     |
| 1982 | Os Trapalhões na Serra Pelada      | Politowski            |
| 1983 | A Longa Noite do Prazer            | Fernando              |
| 1983 | O Trapalhão na Arca de Noé         | Juarez                |
| 1984 | Non c'è due senza quattro          | Líder dos mercenários |
| 1984 | Os Trapalhões e o Mágico de Oróz   | O Mágico de Oróz      |

## ligações externas
- Dary Reis no IMDb